# براندون تروست
براندون تروست (بالإنجليزية: Brandon Trost)‏ مواليد 29 أغسطس 1981 في لوس أنجلوس، هو ممثل أمريكي بدأ مسيرته الفنية عام 1996.

## وصلات خارجية
- براندون تروست على موقع IMDb (الإنجليزية)
- براندون تروست على موقع ألو سيني (الفرنسية)
- براندون تروست على موقع أول موفي (الإنجليزية)
- براندون تروست على موقع قاعدة بيانات الأفلام السويدية (السويدية)
- براندون تروست على موقع قاعدة بيانات الفيلم (الإنجليزية)
- براندون تروست على موقع كينوبويسك (الروسية)